# اس‌ام یو-۹۹
اس‌ام یو-۹۹ (به انگلیسی: SM U-99) یک زیردریایی بود که طول آن ۷۰٫۶۰ متر (۲۳۱٫۶ فوت) بود. این زیردریایی در سال ۱۹۱۷ ساخته شد.